# Alf Setzer

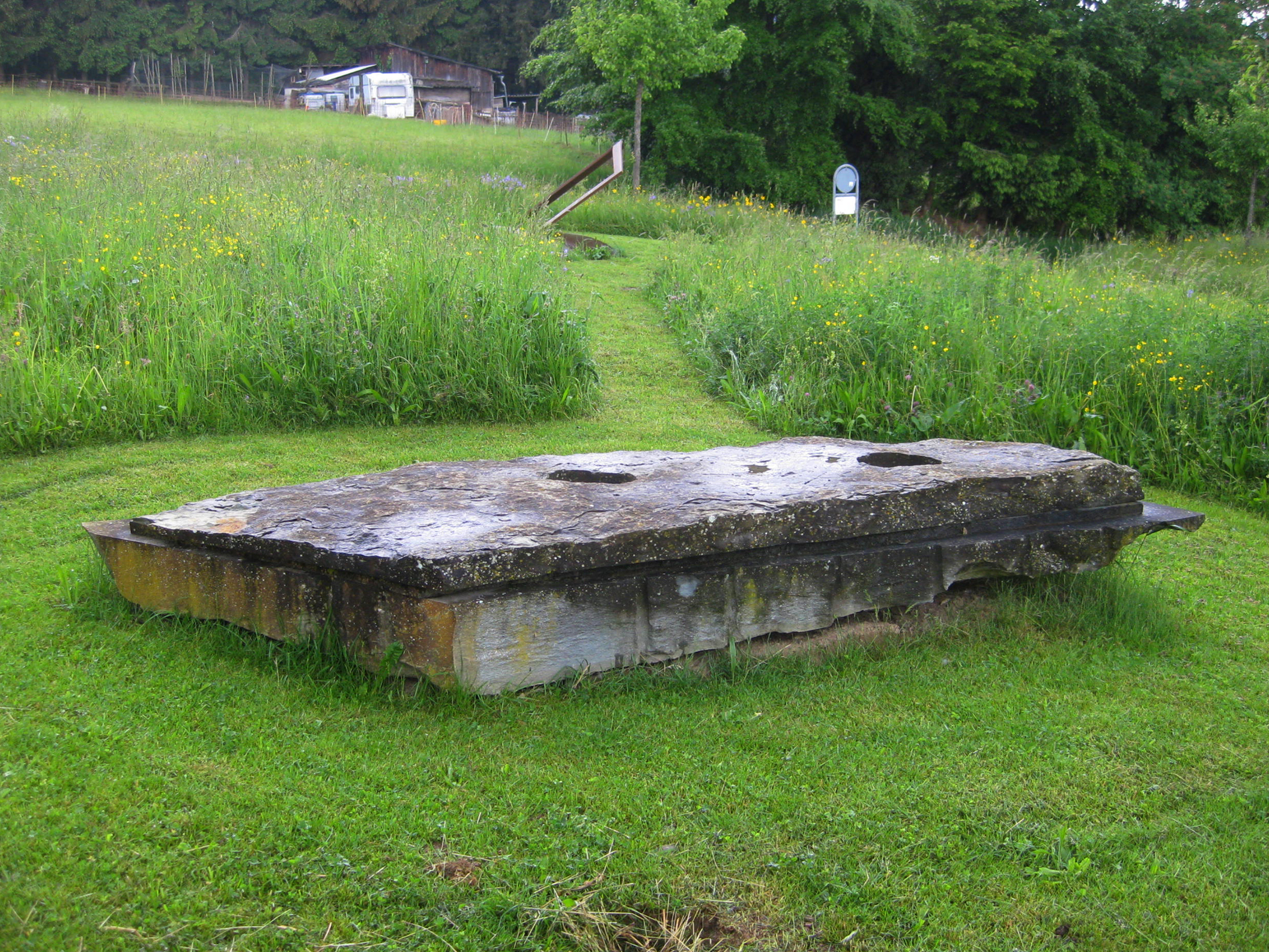
Titel: "tiefer gelegt" von Alf Setzer, Rottweil

Alf Setzer (* 1956 im Betzigau, Landkreis Oberallgäu) ist ein deutscher Bildhauer und Kabarettist.

## Leben

### Bildhauer
Setzer studierte von 1976 bis 1981 Bildhauerei an der Hochschule für Bildende Künste Braunschweig und war Meisterschüler bei Emil Cimiotti.
Alf Setzer war von 1993 bis 2022 Lehrer für Bildhauertechnik an der Staatlichen Akademie der Bildenden Künste in Stuttgart.
Er ist bis heute tätig als Bildhauer. Seine Anfänge liegen in der Steinbildhauerei. Er hat seither in unterschiedlichsten Medien und Gattungen und weit über deren Grenzen hinaus gearbeitet. Sein Interesse ist darauf gerichtet, den optimalen Wirkungsgrad zu erzielen zwischen einem Minimum an Gestaltung und einem Maximum an Wirkung. Er sieht seine Arbeiten stets in Wechselwirkung zum Raum. Insbesondere mit seinen Glasarbeiten erlangte er Bekanntheit. So schuf er 2020 die Kapelle im Bischof-Leiprecht-Zentrum der Diözese Rottenburg-Stuttgart in Stuttgart-Degerloch mit einem Glasaltar, der in der darunterliegenden Bibliothek seinen Anfang nimmt, durch die Decke stößt und mit einem Glasblock als Altar endet.

„Es ist auch nicht seine tiefe Kenntnis der gegenwärtigen Kunstdiskurse, sondern sein außergewöhnliches Gespür für die Sprache des Materials und seine Wirkung im Raum. Dabei werden nicht nur die sorgsam aufeinander und den spezifischen Ort abgestimmten Werkstoffe Teil des künstlerischen Konzeptes, sondern auch die im Tages- und Jahreslauf sich verändernden Lichtsituationen. Schaut man genau hin, versteht man, wie es Alf Setzer gelungen ist, die örtlichen Gegebenheiten nicht nur zu akzeptieren, sondern im Sinne seines Konzeptes und Anliegen wirksam werden zu lassen.“

Seit 1998 ist Setzer Mitglied im Künstlerbund Baden-Württemberg.
Der Bildhauer wohnt und arbeitet in Stuttgart.

### Performance-Künstler
Zusammen mit Peter Zwey gründete er das Kabarett „Die Wiesenbügler“. Bereits ein Jahr später wurden die beiden Kabarettisten mit dem Scharfrichterbeil des deutschsprachigen Kabaretts ausgezeichnet. 1993 folgte der Bodenseepreis für Kabarett.
Bis 2022 tourte er mit der Performance-Band „Akademische Betriebskapelle“, war deren Sänger und Gesicht.

## Werke (Auswahl)
- Halbsäule (1986), Skulpturenweg-Seehaus-Pforzheim in Pforzheim
- U-block (1992), Hindenburgkaserne in Ulm
- Bogen (1993), Weiler im Allgäu
- Gang (1993), Dianawiese in Ulm
- Grüntensäule (1993), Marstallmuseum in Kempten
- Grüner Flügel (1995), Rottweil
- Brunnen (1995), Rathaus in Amstetten
- Schacht (1996), Casole d’Elsa in der Toskana, Italien
- Stereo (1997), Neckarsulm – seit 2007
- Woda (1998), Hermann-Brachert-Museum in Otradnoje
- ohne Titel (1999), Kunstpfad am Mummelsee
- Wand (2002), Eingang des Krankenhauses in Haunstetten, Augsburg
- tiefer gelegt (2002), Skulpturenpark KUNSTdünger Rottweil in Rottweil
- Regen-Regale (2005), Sammlung der Staatlichen Akademie für Bildende Künste in Stuttgart
- schwarz-weiß (2006), Jakobsweg in Betzigau
- Inventionen am Fels (2010), Kunstweg am Reichenbach in Gernsbach
- Endliche Säule (2010) Stadtpark Villingen-Schwenningen[8]
- Altarraumgestaltung (2011) Pfarrkirche St. Ulrich in Pinswang, Österreich
- Criteria (2012), Kunst in Kirche, Mannheim[9]
- Dialog (2014), mit Micha Ullman, Galerie Wohlhüter, Leibertingen[1]
- unterm Strich (2015), Künstlerkreis Ortenau, Offenburg[10]
- Kunstweg im Christophsbad (2015), Göppingen
- Stein oder Nichtstein (2015), mit Amely Spötzl, Stiftung BC – pro arte, Biberach
- Popup29 / Buba Švabe u slijepom crijevu (2016), Osijek, Kroatien
- Lumières du monde (2016), Centre international du Vitrail, Chartes, Frankreich[11]
- Zeichnung: Heute (2017), Kunstverein Hochrhein, Bad Säckingen[12]
- Humus (2019), Kunstverein Gästezimmer, Stuttgart[13]
- Kapelle im Bischof-Leiprecht-Zentrum (2020), Stuttgart-Degerloch[14]
- Endspiel (2020), Hoppenlaufriedhof, Stuttgart[15]
- transparenz – der raum dazwischen (2021), Darmstädter Sezession, Darmstadt[16]
- Cube and Sphere (2024), Palazzo Mora, Venedig, Italien[17]

## Preise
Kabarett
- 1987: Scharfrichterbeil in Passau, zusammen mit seinem Bruder Wilhelm Heiligensetzer alias Peter Zwey als „Wiesenbügler“[6]
- 1993: Bodenseepreis für Kabarett, Ravensburg

Bildhauerei
- 1991: Johann-Fischer-Preis, Marktoberdorf
- 1993: Kunstpreis der Stadt Kempten
- 2002: New Glass Review 23, Corning Museum of Glass, New York
- 2012: Kunstpreis der Diözese Rottenburg